# 아리와라노 나리히라
아리와라노 나리히라(일본어: 在原業平, 825년 ~ 880년)는 일본 헤이안 시대의 귀족, 시인이다.
많은 시가를 남겨 6가선의 한 사람이기도 하다. 이세모노가타리의 등장 인물로도 유명하다.

## 출신
나리히라의 아버지는 헤이제이 천황(平城天皇)의 제1황자였던 아보 친왕(阿保親王), 어머니는 간무 천황(桓武天皇)의 딸 이토 내친왕(伊都内親王)으로, 부모 모두 천황가의 혈통을 이어받은 고귀한 신분이었지만 구스코의 변(薬子の変)으로 황통이 사가 천황(嵯峨天皇)의 자손으로 넘어가면서 그의 집안은 황위 계승과는 멀어졌고, 덴초(天長) 3년(826년) 아버지 아보 친왕이 표문을 올려 신적강하(臣籍降下)되고 형 유키히라(行平)와 함께 아리와라노 아손(在原朝臣)이라는 가바네(姓)를 하사받았다.

## 경력
닌묘 천황(仁明天皇) 때에 사콘노에노쇼겐(左近衛将監)에 구란도(蔵人)를 겸하면서 천황의 측근에서 근무했고, 가쇼(嘉祥) 2년(849년)에는 아무 관위도 없다가 곧장 종5위하 관등으로 승진되었다. 하지만 몬토쿠 천황(文徳天皇) 때에는 모든 승진이 정지되고 관직에 나아갔다는 기록도 없어서 불우한 시기를 보낸 것으로 추정된다.
세이와 천황(清和天皇) 때에 다시 승진해서 조간(貞観) 4년(862년)에 종5위상으로 승진하였으며, 관직도 사효에노곤노스케(左兵衛権佐) ・ 사콘노에노곤노쇼조(左近衛権少将) ・ 우콘노에노곤노쇼조(右近衛権中将) 등의 무관을 역임하면서 조간 11년(869년)에는 정5위하, 15년(873년)에는 종4위하까지 관등이 승진하였다.
요제이 천황(陽成天皇) 때에도 순조롭게 승진해, 간교(元慶) 원년(877년) 종4위상, 3년(879년)에는 구란도노카미(蔵人頭)의 관직까지 올랐다. 또한 몬토쿠 천황의 아들인 고레타카 친왕(惟喬親王)을 섬겨서 와카(和歌)를 받들어 올리기도 하였다.
간교 4년(880년)에 사망하였다. 향년 56세. 최종 관위는 구란도노카미 종4위상 행(行)사콘노에노곤노주죠(右近衛権中将) 겸 미노노곤노카미(美濃権守)였다.

## 인물
일본삼대실록(日本三代実録)의 나리히라의 졸전(卒伝)에는 「생김새가 수려하였으며, 방종하며 거리낌이 없었다」(体貌閑麗、放縦不拘)고 기록되어 있어, 예로부터 미남의 대명사로 불리고 있었다. 그 뒤에 「이렇다 할 재주나 학문은 없었고, 와카를 잘 지었다」(略無才学、善作倭歌)고 이어 쓰고 있다. 기초적인 학력이 얕았으나 와카를 잘 지었다는 의미이다.
가인(歌人)으로써 고킨와카슈(古今和歌集)에 나리히라의 작품 30수가 실려 있는 것을 비롯해 칙선(勅撰) 와카 모음집에 모두 87수의 와카가 실려 있다. 나리히라의 아들 무네하리(棟梁) ・ 시게하루(滋春), 무네하리의 아들인 모토카타(元方) 모두 나리히라와 마찬가지로 가인으로써 알려졌다. 또한 형 유키히라와 함께 매사냥의 명수였다고 전한다(간무 천황 역시 매사냥을 즐겼던 것으로 유명하다).
아리와라노 나리히라는 이른 시기부터 《이세 이야기》(伊勢物語)의 주인공으로 알려진 「옛날 남자」(昔男)와 동일시되었고, 《이세 이야기》의 기술 내용은 어느 정도는 아리와라노 나리히라에 관한 사실인 것처럼 여겨져 왔다. 《이세 이야기》에는 몬토쿠 천황의 제1황자였음에도 어머니가 후지와라씨(藤原氏)가 아니었기에 제위에 오르지 못했던 고레타카 친왕과의 교류나 세이와 천황의 궁녀로 훗날 황태후가 되는 니조 황후(二条后, 후지와라노 다카코藤原高子), 고레타카 친왕의 누이동생으로 이세 사이구(伊勢斎宮)였던 덴시 내친왕(恬子内親王)으로 짐작되는 고귀한 여성들과의 금지된 사랑 등이 다루어지고 있는데, 앞서 「방종하며 거리낌이 없었다」는 《일본삼대실록》의 묘사와 맞물려 고귀한 태생이면서 동시에 반체제적인 귀공자라는 이미지가 형성되었다. 한편 《이세 이야기》 성립 이후 덴시 내친왕과의 밀통으로 다카시나노 모로나오(高階師尚)가 태어났다는 설이 파생되어, 이후 다카시나 씨는 아리와라노 나리히라의 자손이 아니냐는 소문이 돌기도 했다.
기노 아리쓰네(紀有常)의 딸(고레타카 친왕에게는 사촌 누나에 해당함)을 아내로 맞아 기 씨(紀氏)와도 교류하였다. 그러나 한편으로는 후지와라노 모토쓰네(藤原基経)의 마흔 생일에 축하하는 와카를 올리기도 했다. 장남 무네하리의 딸은 할아버지에 버금가는 미모로 후지와라노 모토쓰네의 형 구니쓰네(国経)의 아내가 되는 등 나리히라의 자손들은 후지와라 씨와도 꾸준히 교류하였다.
또한 나리히라 자신도 만년에는 구란도노카미라는 요직을 맡아 구스코의 변으로 폐태자되었던 숙부 다카오카 친왕(高岳親王) 등 다른 헤이제이계 황족들이나 당시의 후지와라 씨 이외의 귀족들과 비교해 보면 오히려 형인 유키히라보다도 정치적으로는 중추에 올랐기에 《이세 이야기》나 《일본삼대실록》의 기술에서 엿볼 수 있는 인물상과는 다소 차이점이 있다.

## 와카
아리와라노 나리히라는 칙선 와카 모음집에 그의 와카 80수 이상이 실려 있고 육가선(六歌仙) ・ 삼십육가선(三十六歌仙)의 한 명으로 꼽히는데, 나리히라 자신이 엮은 문집은 따로 존재하지 않는다. 아리와라노 나리히라의 작품을 엮은 《업평집》(業平集)이라고 불리는 저작은 《후선 와카집》(後撰和歌集)의 성립(951년~958년) 이후에 나리히라의 작품으로 꼽히는 단가(短歌)들을 모은 것으로, 나리히라의 노래가 실린 노래집 가운데서 나리히라가 살아있던 시대에 가장 가까운 것은 《고킨와카슈》이다.
《이세 이야기》는 나리히라의 노래를 많이 사용한 작품으로 나리히라상(像)의 형성에도 많은 영향을 주었다. 다음 와카 가운데도 《이세 이야기》 가운데도 중요한 단락에서 등장하는 것이 많은데, 성립 시기에 크게 차이가 나지 않는 것으로 여겨지는 《고킨와카슈》와 《이세 이야기》 양쪽에 채록된 와카 가운데는 배경을 설명하는 사서 내용이 각기 다르고 와카 자체도 미묘하게 바뀌어 있는 것이 있다. 《이세 이야기》보다 이른 시기에 성립된 칙선 와카 모음집인 《고킨와카슈》가 맞는 것인지 아니면 후대로 내려오면서 《이세 이야기》 내용을 필사하는 단계에서 개변이 있었던 것인지는 알 수 없다. 나아가 칙찬 와카 모음집인 《고킨와카슈》에서도 나리히라의 와카는 다른 가인의 것보다 사서(詞書)가 이상하게 긴 것이 많아서 그 취급이 부자연스럽고 작위적이다.
```
신대(神代)에도 들어보지 못했네. 다쓰다 강이 고운 단풍 빛으로 물들어 있다고는.
ちはやぶる 神代もきかず 竜田川 からくれなゐに 水くくるとは
```

```
깨지도 못하고 잠들지도 못한 채 밤을 지새우고 하루를 봄의 장맛비 바라보며 보냈네 
起きもせず 寝もせでよるを あかしては 春の物とて ながめくらしつ
```

## 대중 문화
- 초역 백인일수 우타코이